# مارماري
مارماريون (Μαρμάριον) هي مدينة في إففويا في مقاطعة كينتريكي إلادا في اليونان.